# مؤسسه هنر دیترویت
مؤسسه هنر دیترویت (انگلیسی: Detroit Institute of Arts) که در مرکز شهر دیترویت (Midtown Detroit) واقع شده، از بزرگ‌ترین و مهم‌ترین مجموعه‌های آثار هنری در آمریکاست. این موزه با مساحتی بالغ بر ۶۱۰۰۰ مترمربع -که پس از نوسازی در سال ۲۰۰۷، ۵۴۰۰ متر مربع دیگر گسترش یافت- و با داشتن بیش از ۱۰۰ نگارخانه و یک «مجموعهٔ دانشنامه‌ای» -که از مصر باستان و آثار هنری اروپا تا هنر معاصر را دربر می‌گیرد- یکی از شش موزهٔ برتر ایالات متحده آمریکا به‌شمار می‌رود.
ارزش مجموعهٔ هنری موزه ۸٫۱ میلیارد دلار برآورد شده‌است. معماری ستایش‌شدهٔ موزه توسط پل فیلیپ کره طراحی شده و دارای جانب‌های شمالی و جنوبی پوشیده از سنگ مرمر سفید است.
مؤسسه هنر دیترویت با سالانه حدود ۶۷۷٬۵۰۰ بازدیدکننده (آمار مربوط به ۲۰۱۵) از پربازدیدترین موزه‌های هنری جهان به‌شمار می‌رود.

## نگارخانه

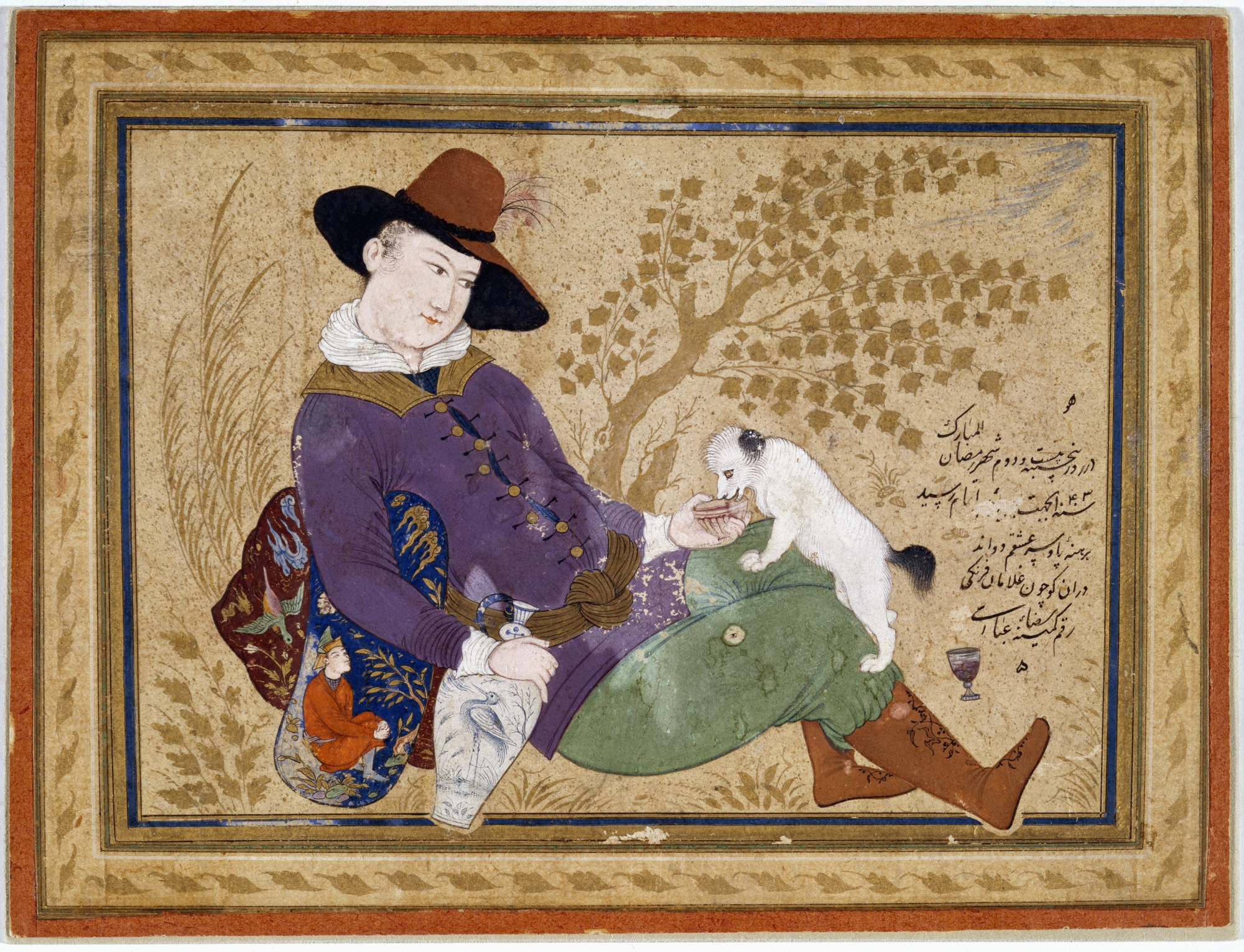
سیاحِ پرتغالی ۱۶۳۴ م. اثر رضا عباسی
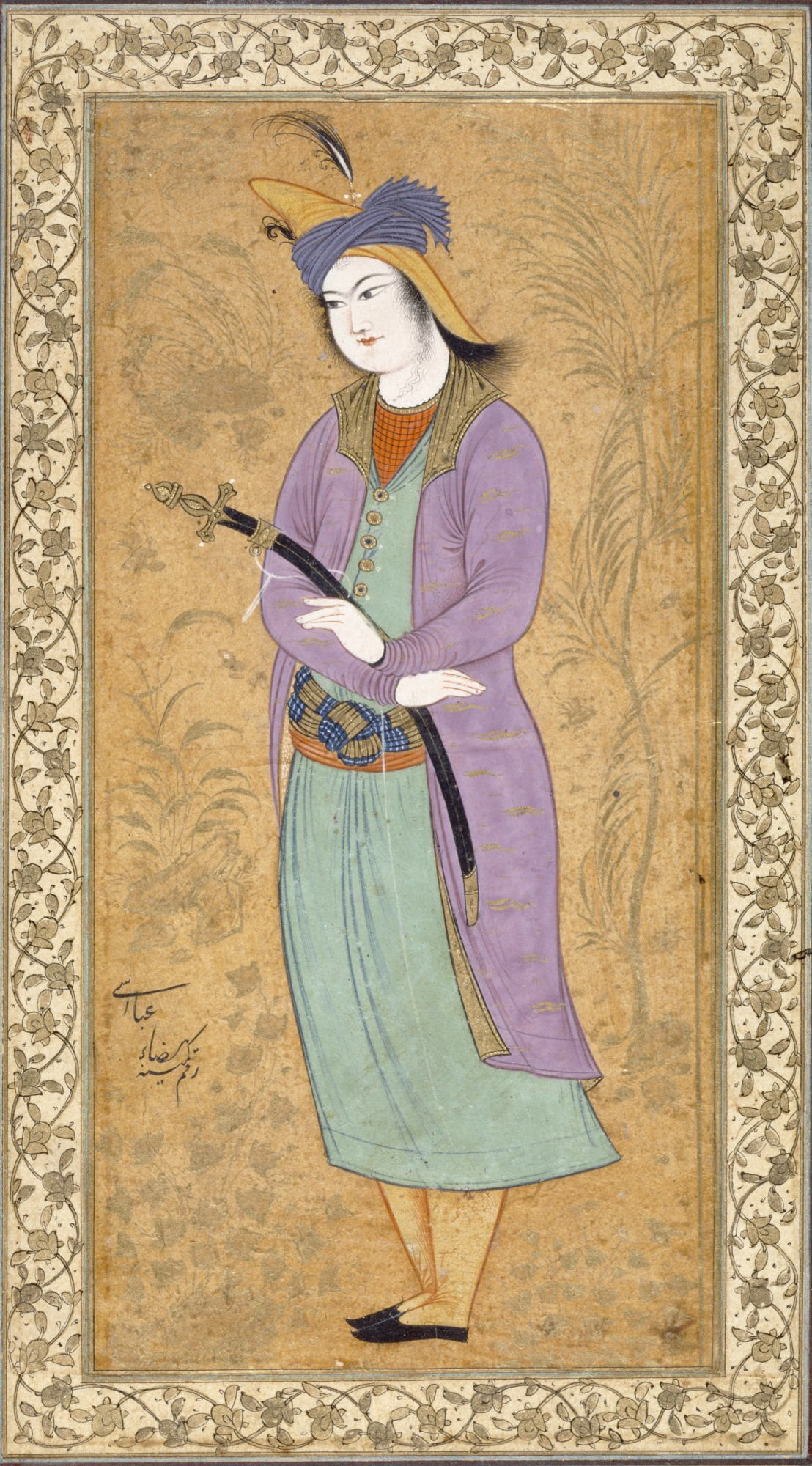
جوانِ شمشیر به‌دست
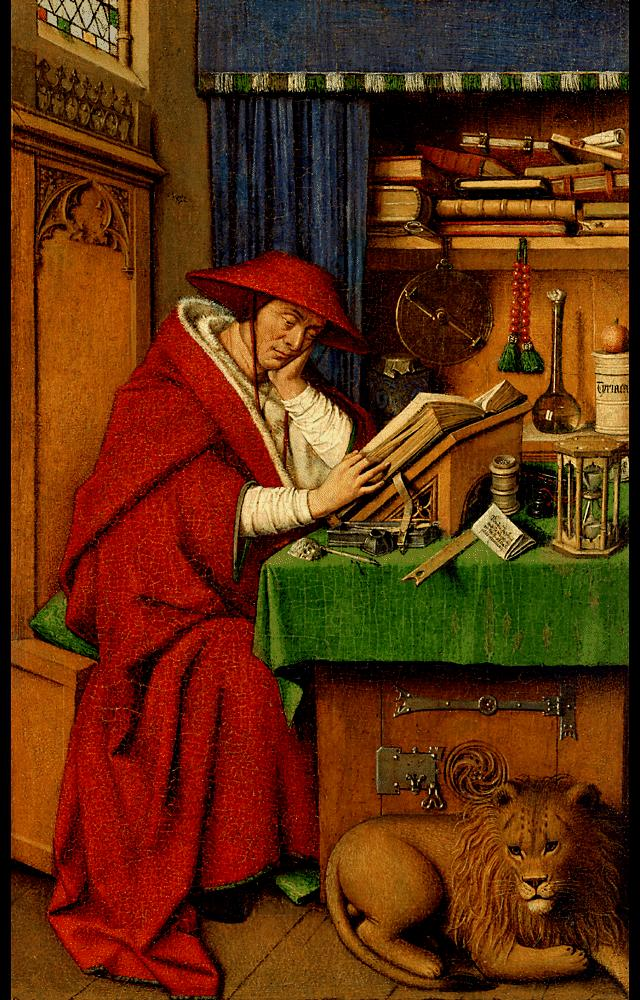
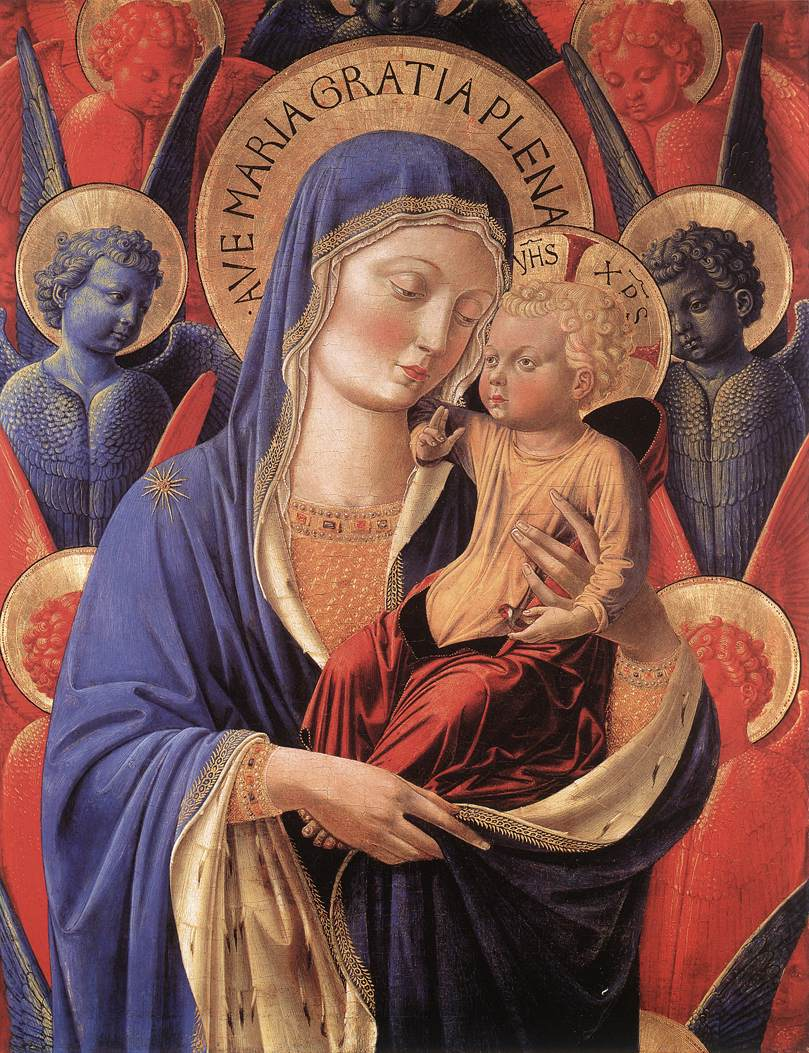
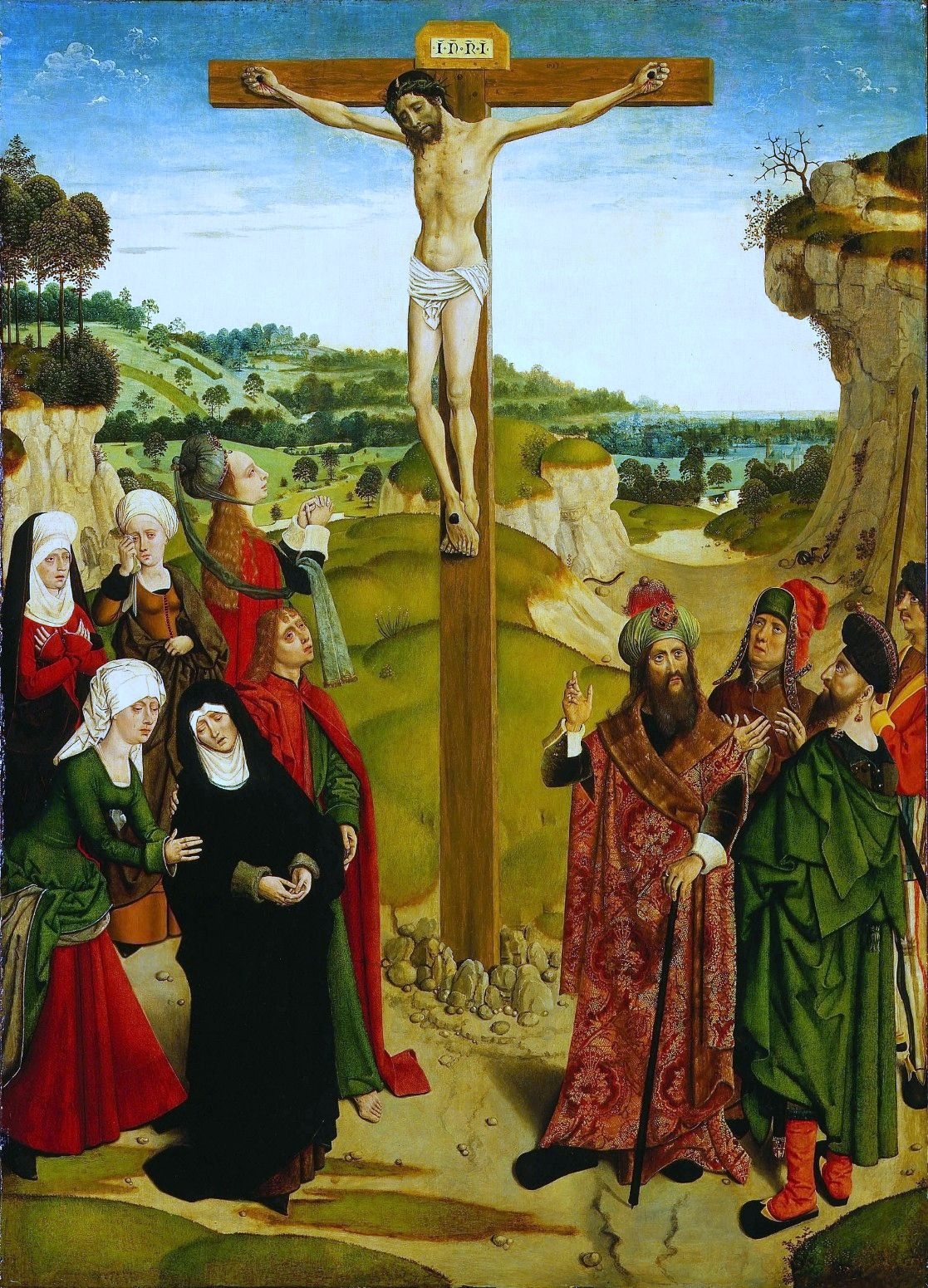
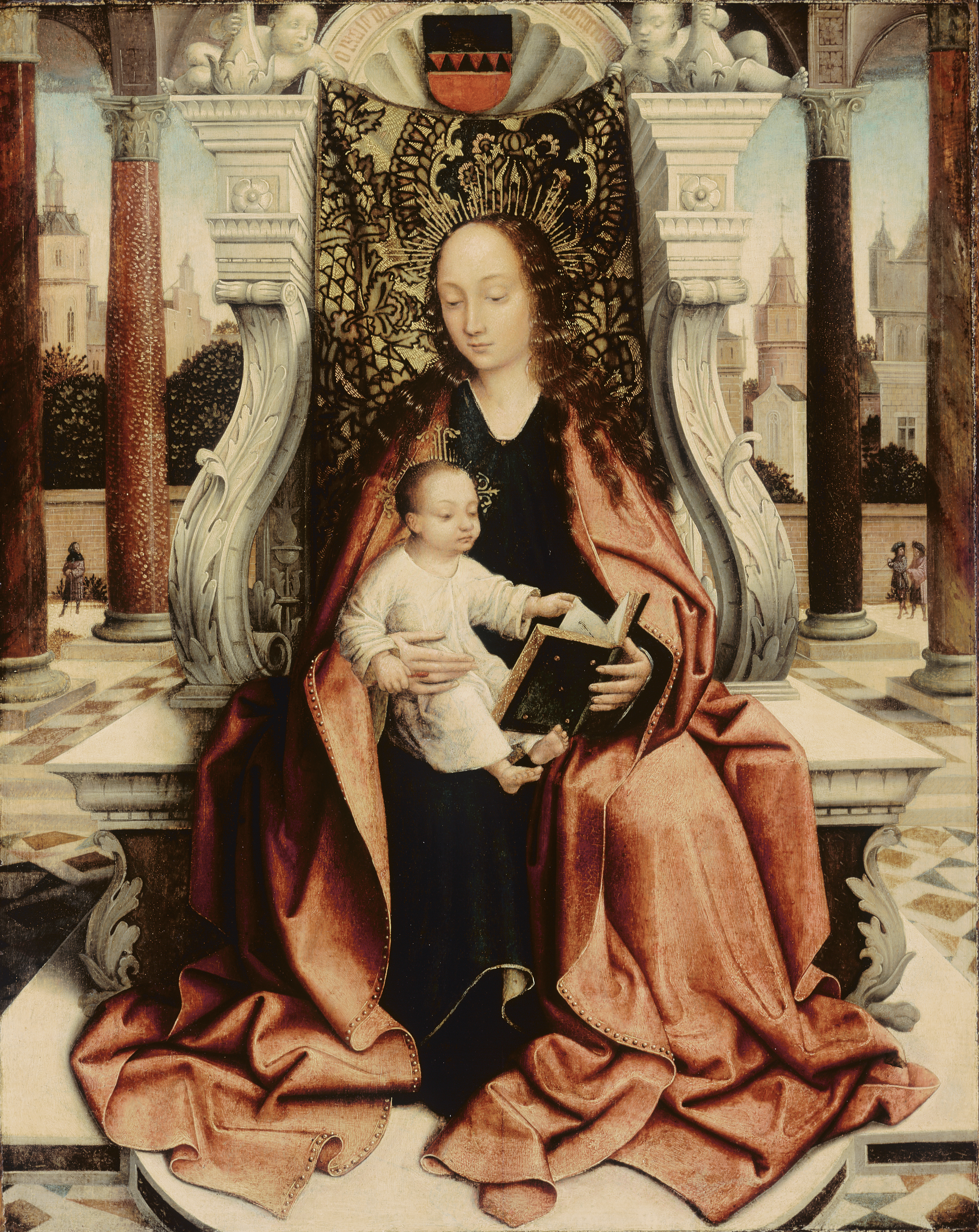
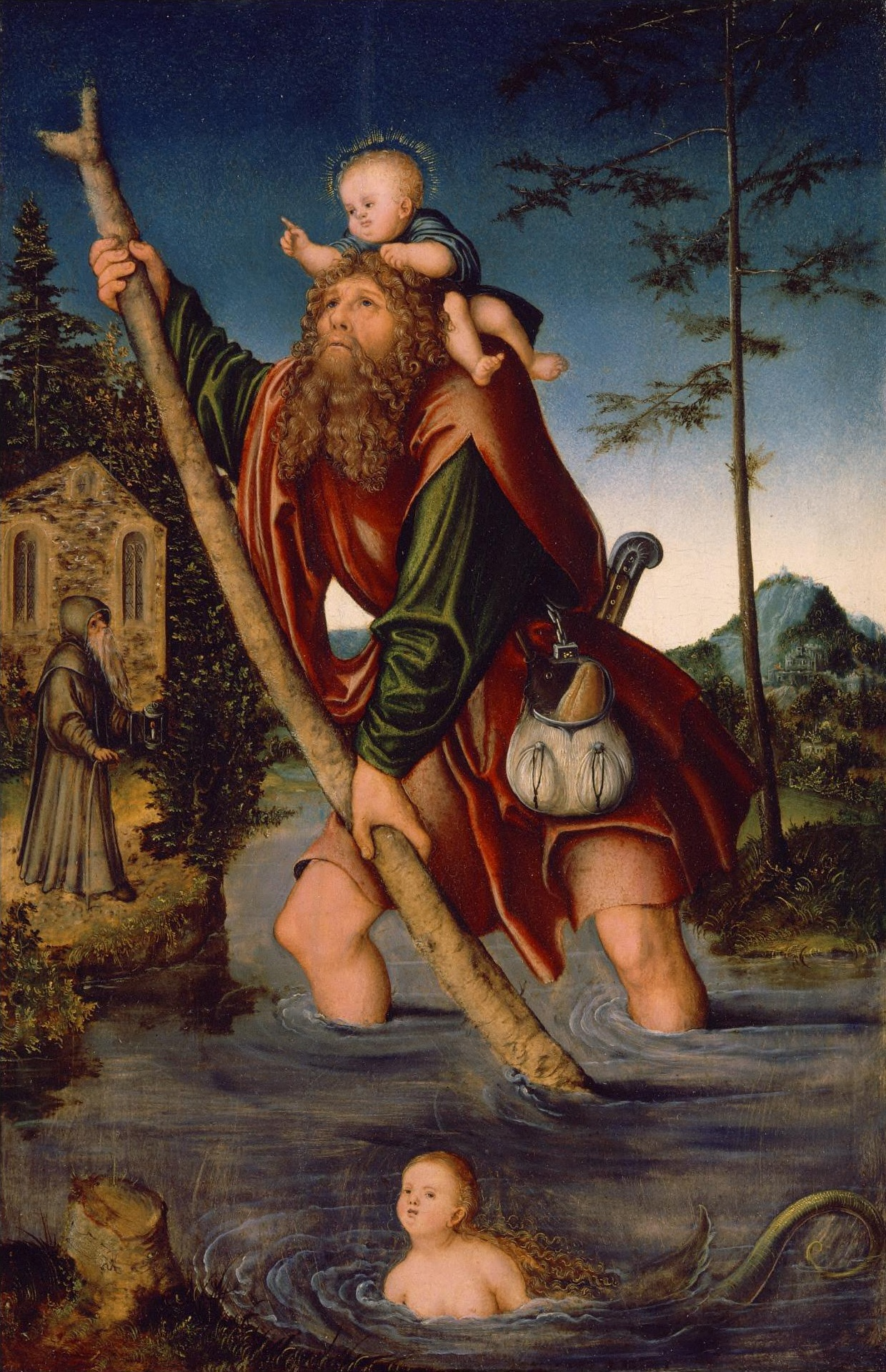
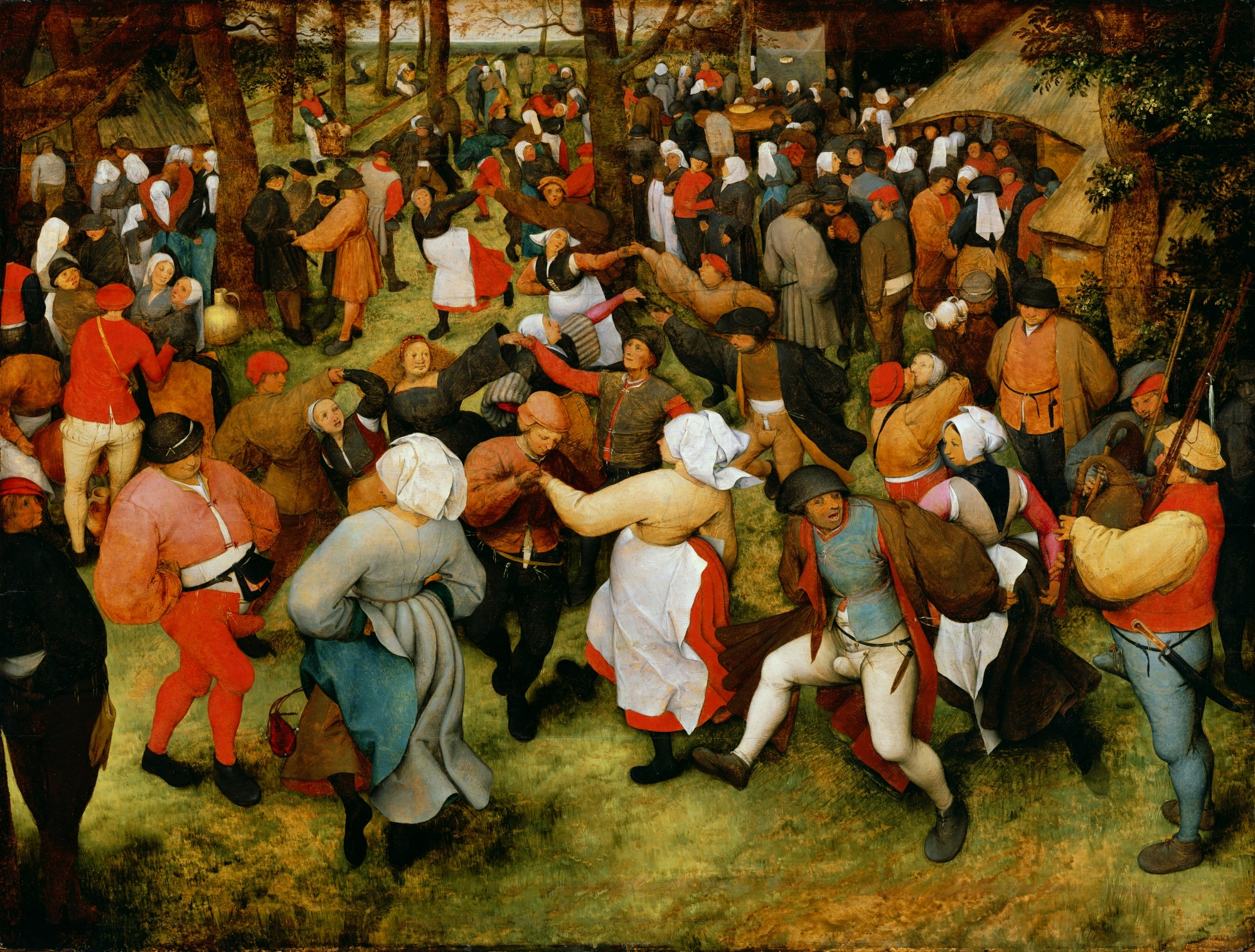
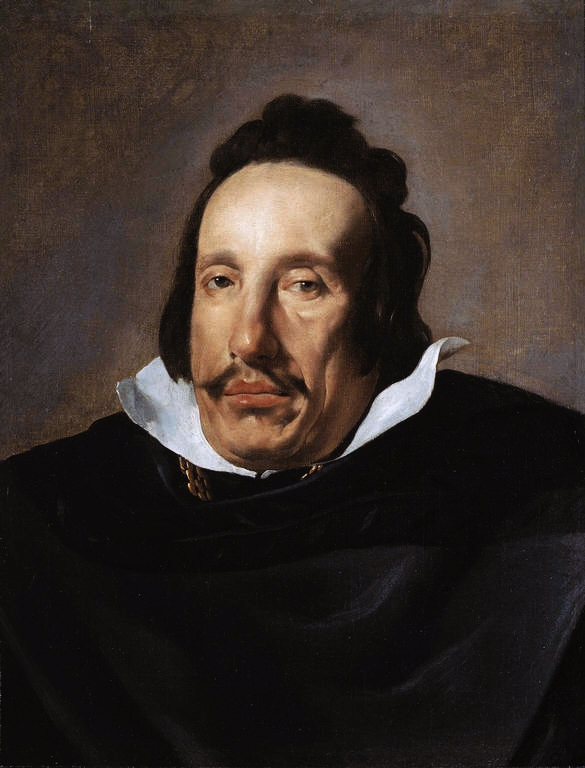
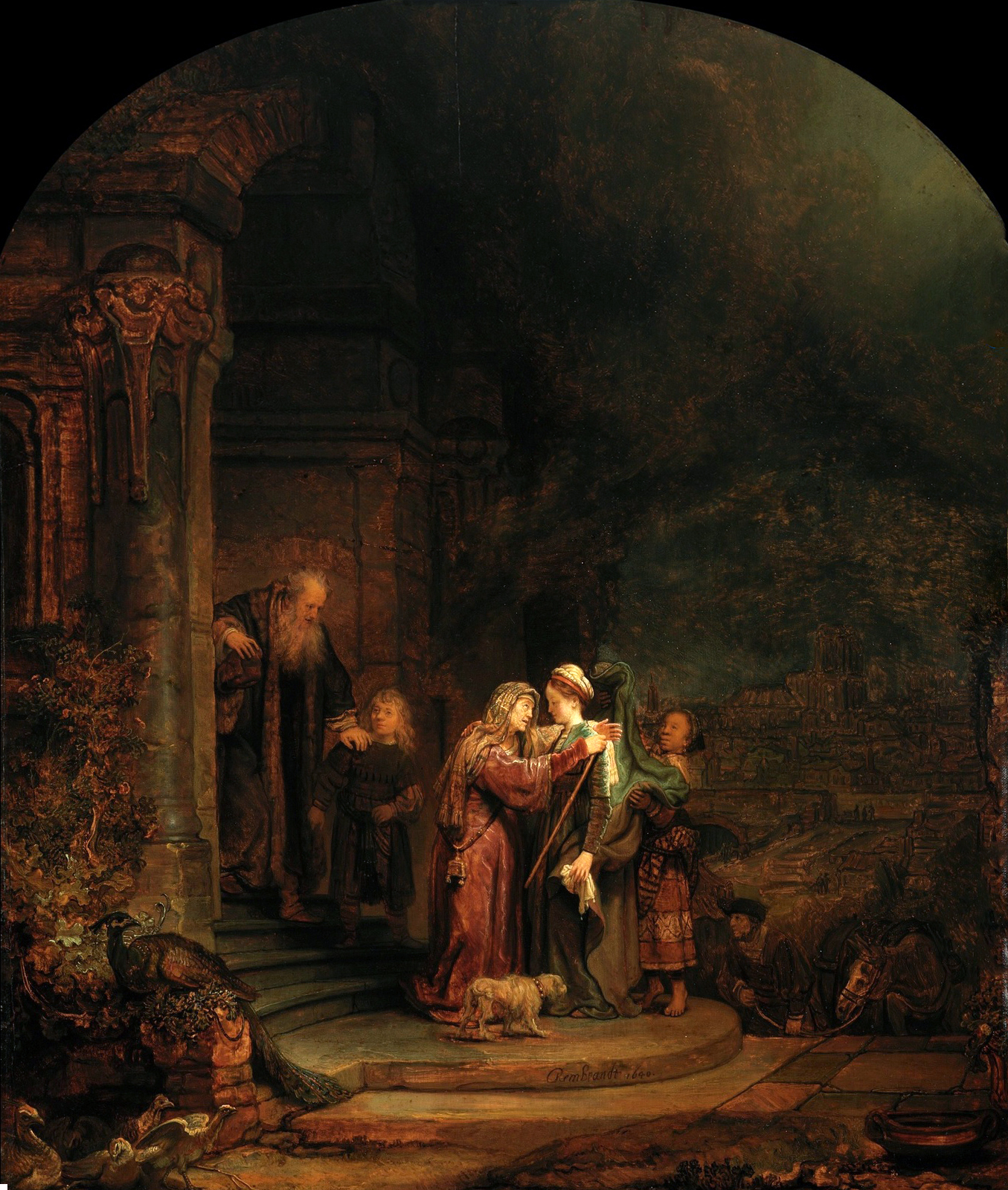
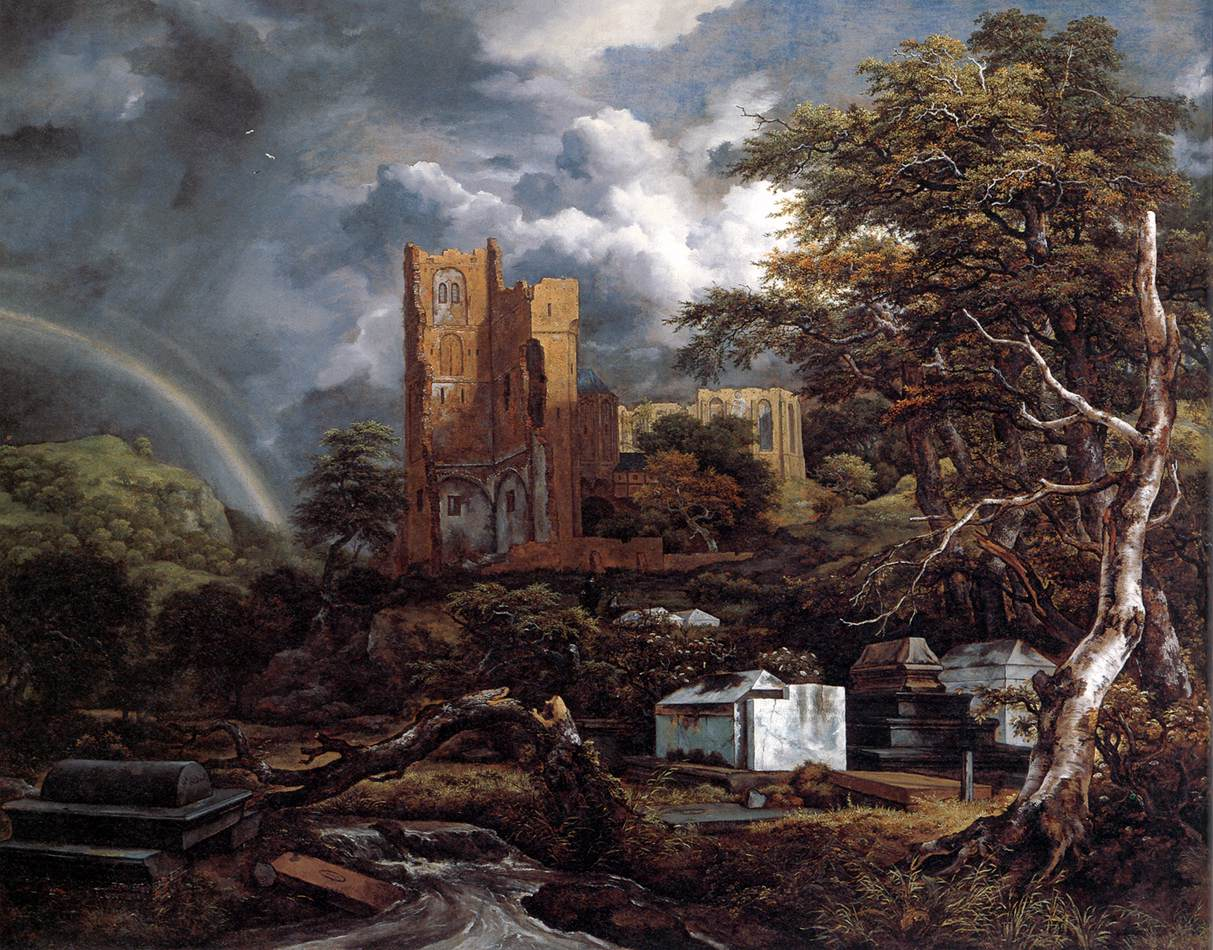
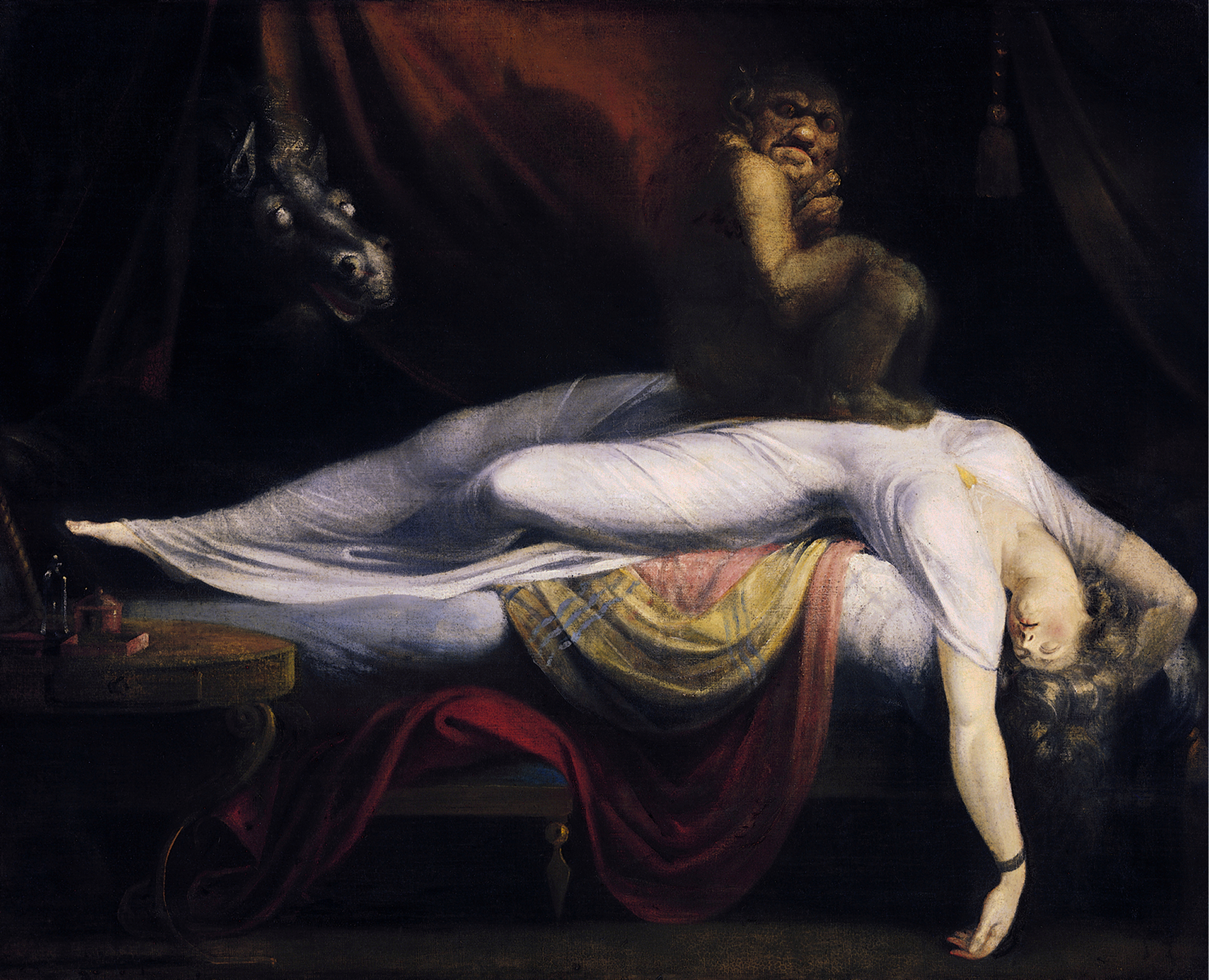
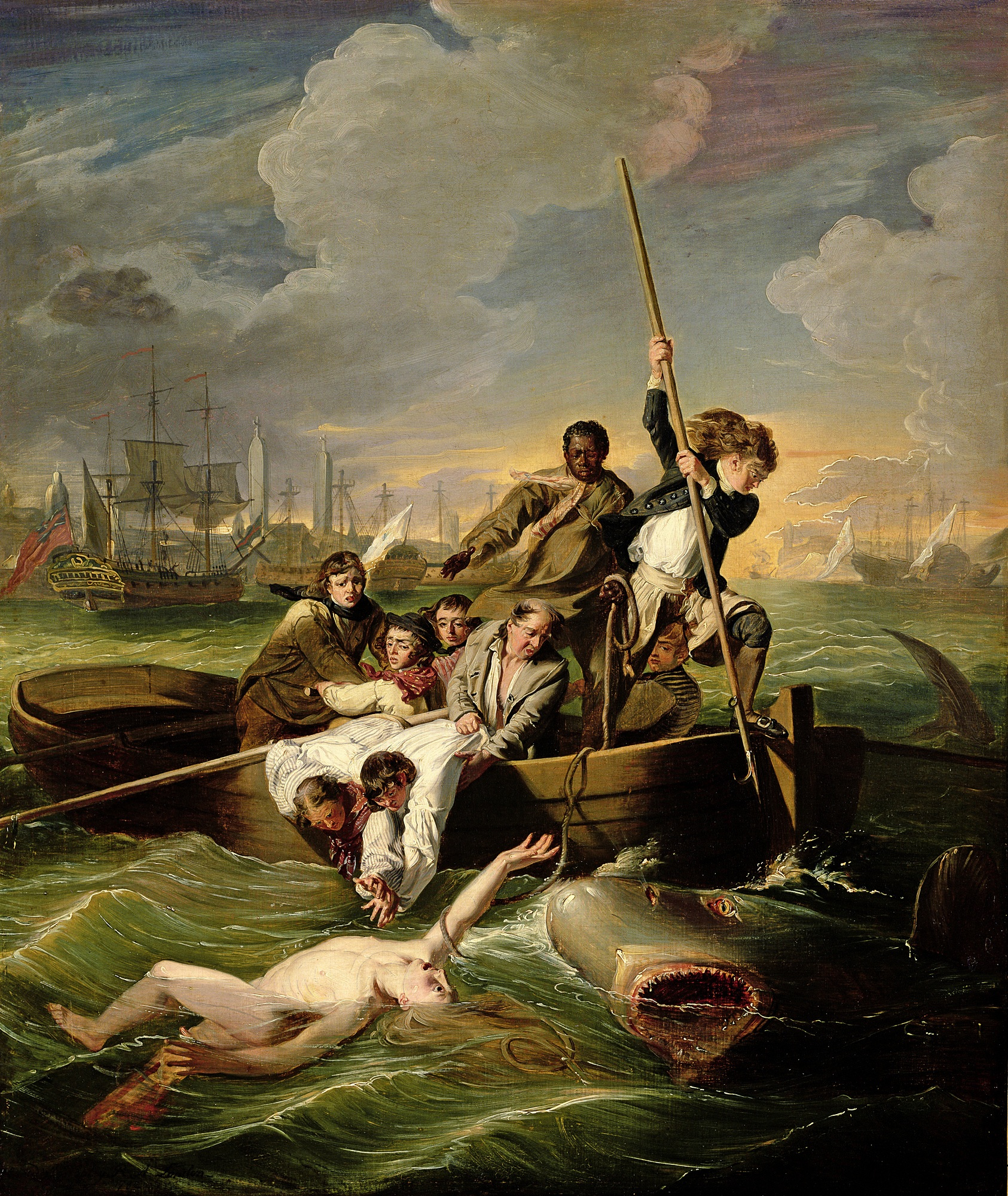
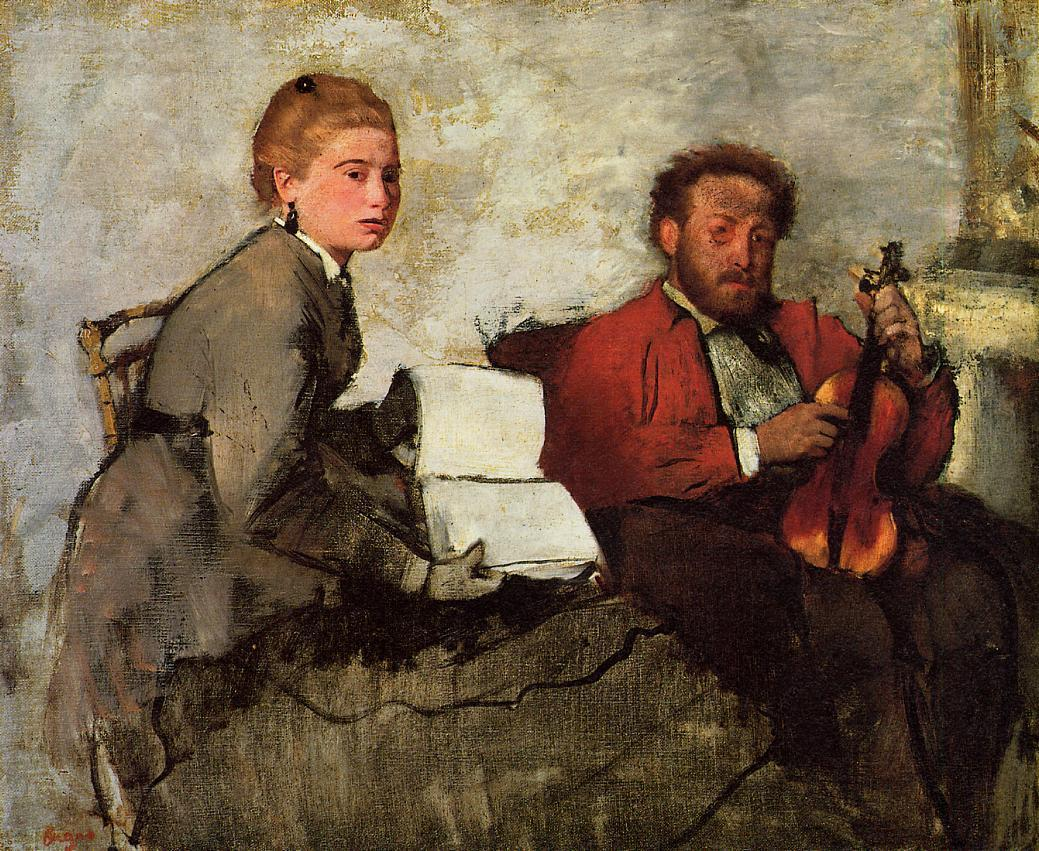
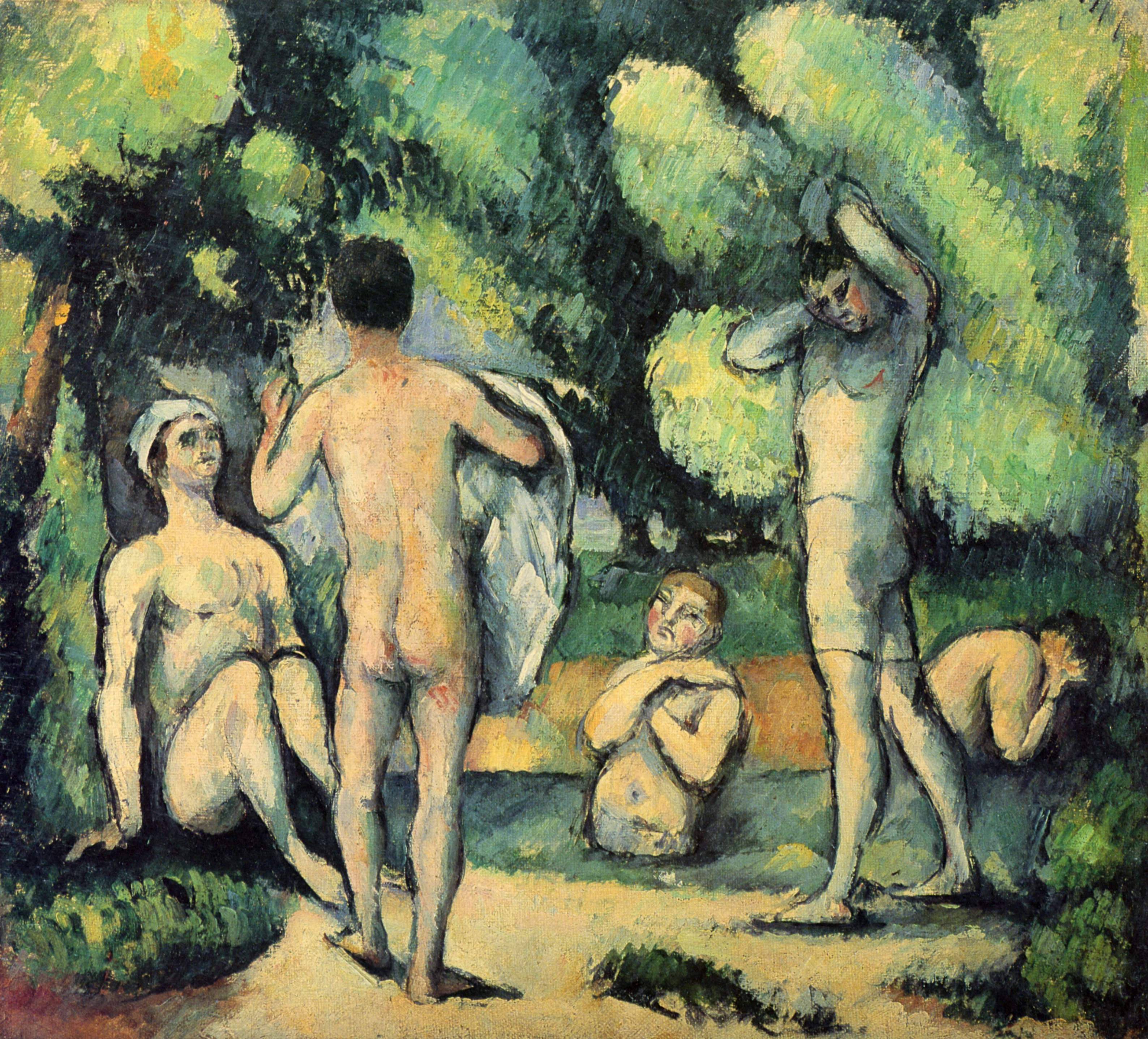
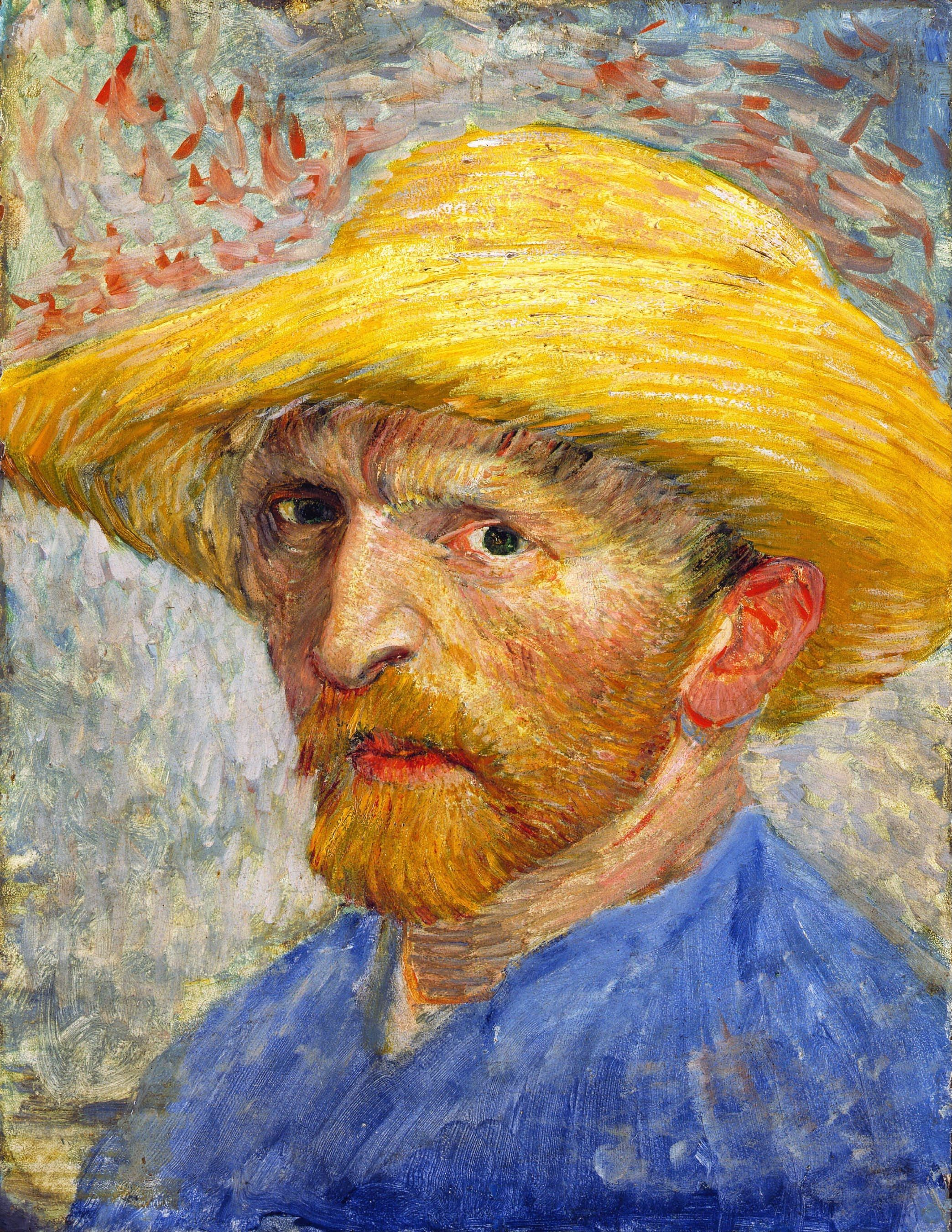
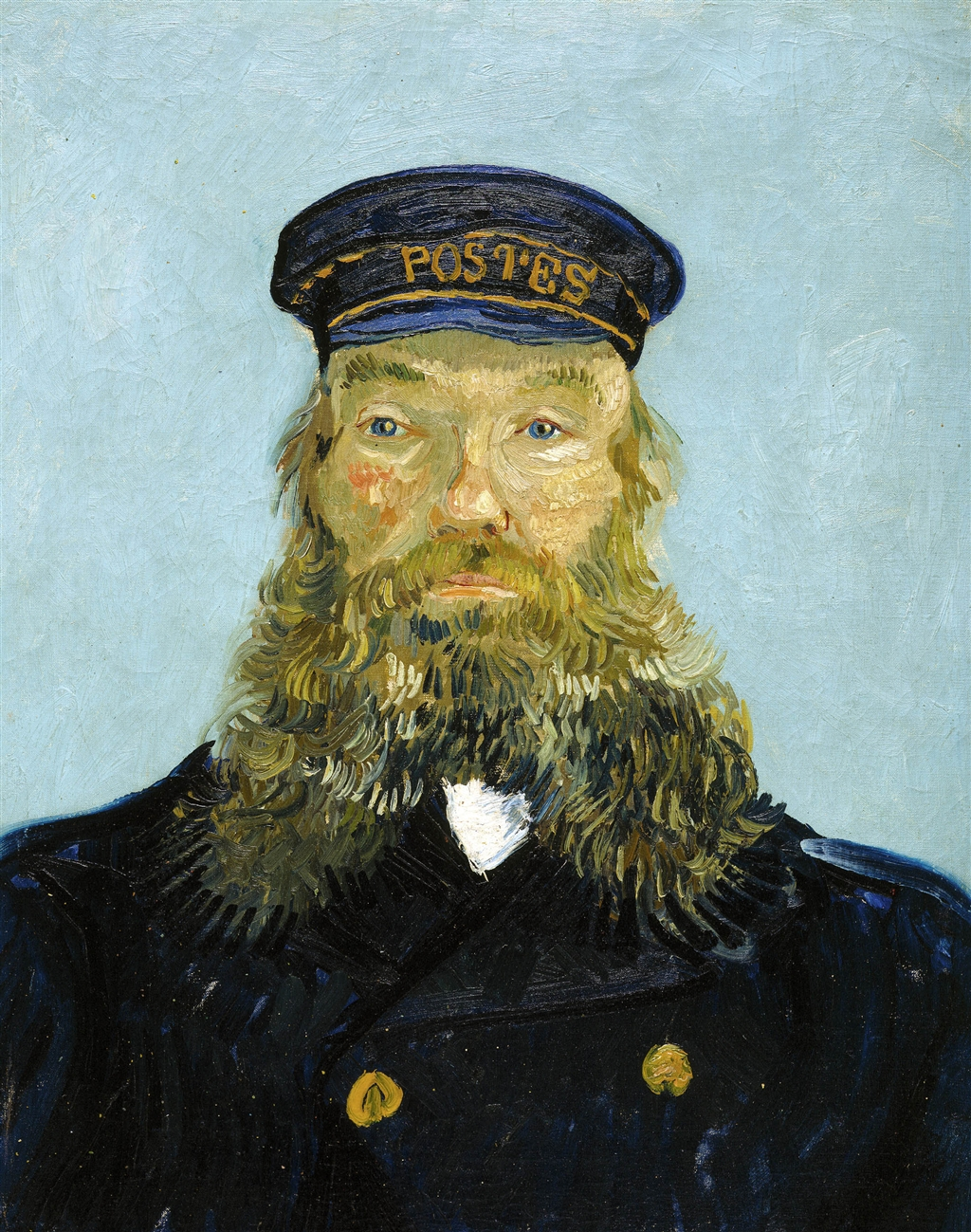
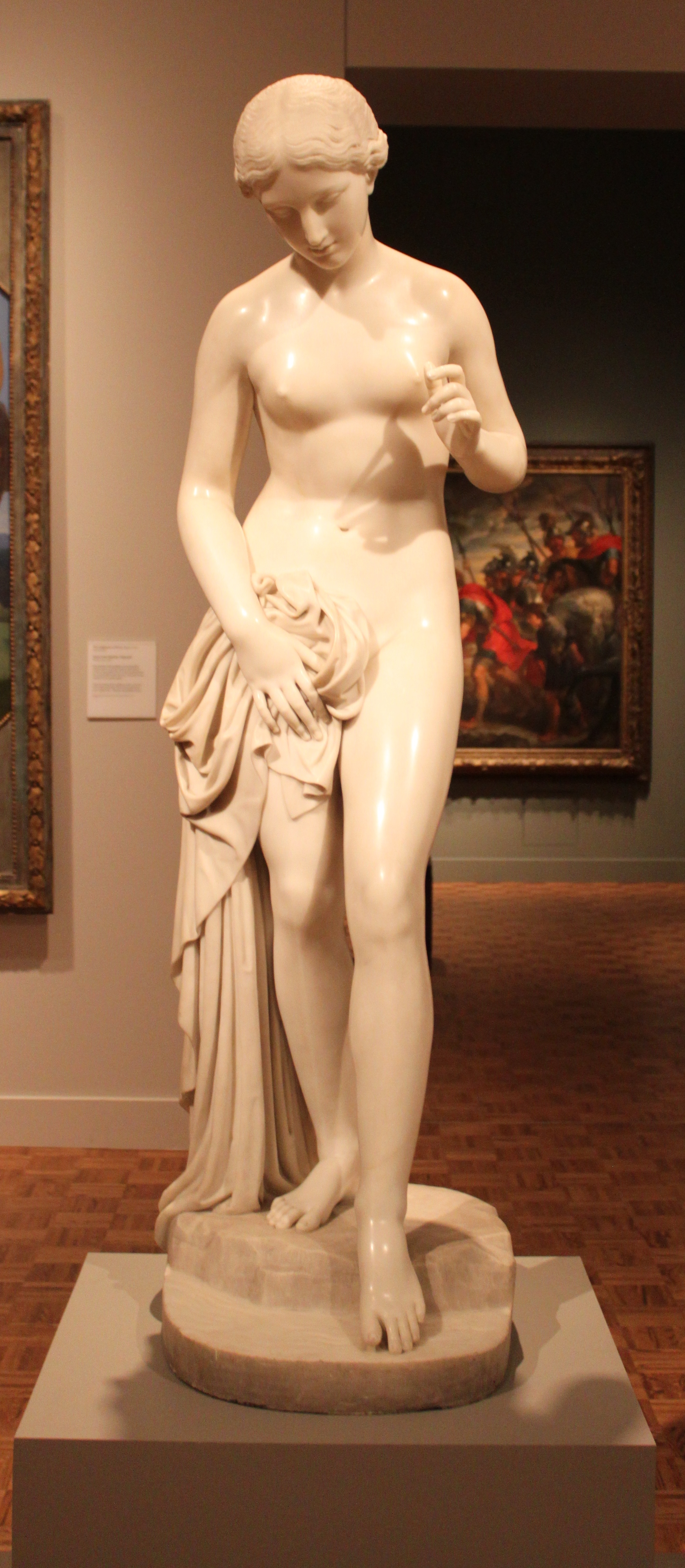
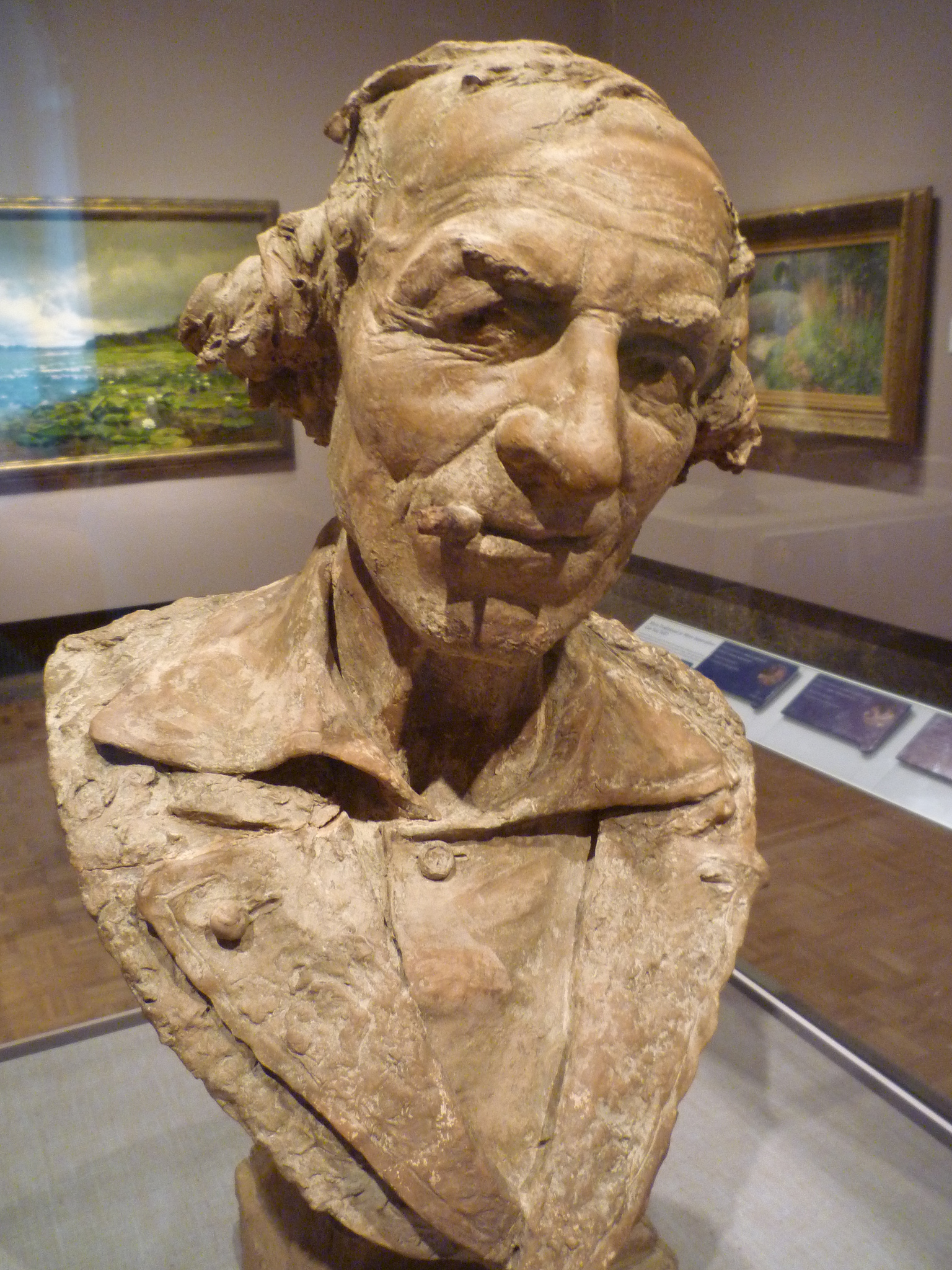
بین سال‌های ۱۶۲۲ تا ۲۴ م.
اثر رضا عباسی